# Anoplophoroides lumawigi
Anoplophoroides lumawigi là một loài bọ cánh cứng trong họ Cerambycidae.